# Bugey
Bugey és una regió geogràfica de França, situada al departament d'Ain a la regió d'Alvèrnia Roine-Alps. La capital històrica era Belley.

## Història
La senyoria de Bugey fou una jurisdicció feudal de Borgonya, que va sorgir vers el segle xi. Des del seu origen apareix unida a la senyoria de Bresse.
El primer senyor conegut fou Rodolf (o Raül) de Baugé i Bresse que vivia vers el 1015 i està testimoniat vuit anys després. El seu fill Ramon Reinald I que va morir el 1072; el seu fill Galceran va viure fins al 1108 i fou el pare de Udulric que va morir el 1120 i va tenir dos fills: Ulric va portar el títol de senyor de Baugé però potser va morir abans que el pare vers el 1120; i Reinald II que fou senyor de Baugé i Bresse i va morir el 1153. El seu fill Ulric I va morir el mateix any i l'herència va passar al segon fill Reinald III que va morir el 1180. El seu fill Ulric II de Baugé i Bresse va governar fins al 1220; pel seu matrimoni (1185) amb Beatriu de Chalons, senyora de Miribel va adquirir aquesta senyoria que el seu pare Guillem de Chalons li havia donat en dot i que va passar a un fill comú anomenat Guiu I, que va morir jove a Terra Santa, deixant però una nena, Margarida que va aportar la senyoria (el territori de Dombes) al seu espòs Humbert V senyor de Beaujeu el 15 de juliol de 1219, quedant unit al Beaujeu; Ulric II va deixar varius fills entre ells Guiu I de Baugé que com hem dit va morir a la croada vers 1220 (probablement abans de 1219) i Reinald IV, mort vers el 1253; el successor fou el seu fill Guiu II mort el 1268; l'herència corresponia a la seva única filla legitima Simona Sibil·la, senyora de Baugé, Bresse i amb drets feudals a Miribel, casada el 1272 amb Amadeu V de Savoia (mort 1323). A la mort de Sibil·la el 28 de febrer de 1294 el Bugey, Bresse i els drets de Miribel van passar a Savoia.

### Llista de senyors de Bugey i Bresse
- Raül (Rodolf) vers 1015-1033
- Ramon Reinald I 1033-1072
- Galceran 1072-1108
- Udulric 1108-1120
- Reinald II 1120-1153
- Ulric I 1153
- Reinald III 1152-1180
- Ulric II 1180-vers 1220
- Guiu I, vers 1220
- Reinald IV, vers 1220-1253
- Guiu II 1253-1268
- Simona Sibil·la 1268-1294
- Amadeu V de Savoia 1272-1294 (espòs)
- A Savoia 1294-1601
- Incorporat a França per la Pau de Lió de 1601